# Hipòxia en els peixos
Els peixos s'enfronten a importants fluctuacions d'oxigen en el seu medi aquàtic, car les propietats intrínseques de l'aigua fan possibles diferències espacials i temporals significatives en la concentració d'oxigen (vegeu Oxigenació i Entorn subaquàtic). Els peixos han desenvolupat una sèrie d'adaptacions etiològiques, fisiològiques i cel·lulars per mantenir l'homeòstasi i les seves funcions corporals en medis pobres en oxigen. El principal repte per als peixos que es troben en medis pobres en oxigen és mantenir l'equilibri energètic del metabolisme, car un 95% de l'oxigen que consumeixen serveix per produir trifosfat d'adenosina (ATP), alliberant l'energia química del O₂ mitjançant la cadena de transport d'electrons dels mitocondris. Així doncs, per sobreviure a la hipòxia cal una resposta coordinada que permeti obtenir més oxigen del medi i contrarestar els efectes metabòlics de la reducció en la producció d'ATP als mitocondris.